# Северо Очоа
 Северо Очоа де Алборнос (на испански: Severo Ochoa de Albornoz) е испано-американски биохимик и носител на Нобелова награда за медицина през 1959 г.

## Биография
Очоа е роден в Луарка, Испания в семейството на прависта и бизнесмен Северо Мануел Очоа и Кармен де Алборноз. Когато Северо е на 7 години, баща му умира и той и майка му се преместват в Малага, където получава средно образование. Той посещава колежа Малага през 1921 г. и получава бакалавърска степен. Неговият интерес към биологията е стимулиран от публикации на испанския невролог и нобелов лауреат Сантяго Рамон и Кахал. През 1923 г. Очоа постъпва в медицинския факултет на Мадридския университет, където се надява да работи с Кахал, но нобелистът междувременно се пенсионира.
През 1929 г. Очоа се дипломира, а две години по-късно сключва с брак с Кармен Гарсия Кобиян, но нямат деца. Между 1936 и 1941 г. работи в лаборатории в Германия и Англия над междинния метаболизъм на въглехидратите и мазнините. Оттогава до 1941, той заема различни длъжности, работи с много хора на много места, но в началото на Втората световна война заминава за САЩ. През 1942 г. е назначен за младши-сътрудник изследовател във факултета по медицина на Нюйоркския университет и там по-късно става асистент по биохимия (1945), професор и председател на департамента по фармакология (1946) и професор по биохимия (1954). През 1956 г. получава американско гражданство.

## Научни изследвания
Очоа е сред първите учени, които доказват, че при разграждането на хранителните вещества клетката отделя енергия, която се натрупва и използва посредством фосфатни съединения. През 1955 г. Очоа изолира ензима полинуклеотидфосфорилаза, с чиято помощ сътрудниците му извършват изкуствен синтез на РНК. За този си принос Очоа е удостоен с Нобелова награда през 1959 г., която споделя с Артър Корнбърг.
Очоа продължава да работи върху изследванията си над синтеза на протеини и репликация на РНК до 1985 г., когато се завръща в Испания и започва да консултира испанските власти, отговарящи за научната политика, а също и испански учени. Умира в Мадрид, където нов изследователски център, планиран още през 1970 г., е построен и наречен на негово име.